# 岐洲匠
岐洲匠（日语：きず たくみ、1997年4月13日—），日本男演员，出身於爱知县長久手市，身高1.84米，目前隶属于FOSTER艺能事务所。
。
2014年，他參加了日本JUNON SUPERBOY CONTEST並獲得「明色美顏少年獎」
2017年，他以特摄作品《宇宙战队九连者》飾演主角「Lucky／狮子红」出道。

## 演出作品

### 電視劇
- 宇宙戰隊九連者（2017年2月12日 - 2018年2月4日、朝日電視台） - 主演・Lucky / 獅子紅[3][4][5][6][7][8][9]
- 假面騎士EX-AID 第24話（2017年3月26日、朝日電視台）- Lucky / 獅子紅
- 青春後空翻（2018年7月13日 - 9月14日、TBS） - 木田隆
- 沒聽過這種未來（2018年10月12日 - 12月15日、富士電視台） - 相川真之介
- 我的初戀情人（2019年1月19日 - 3月2日、朝日電視台） - 神尾耕太郎
- 破案神手 第4話（2019年5月3日、TBS）- 緒田貴成 役
- FLY! BOYS, FLY! 我們，開始做空服員了（2019年9月24日、富士電視台） - 郷田勇一
- 命中註定我愛你 -You are my Destiny-（2020年2月12日 - 4月15日、富士電視台On Demand / YOUKU） - 一条慶[10]
- 世界奇妙物語 2020秋之特別篇「幻想朋友」（2020年11月14日、富士電視台）- 二見健吾
- 桃色杏色櫻色（2021年2月21日 - 3月28日、朝日放送電視台） - 黑田哲也
- 幸運少女組（2021年10月7日 - 12月9日，讀賣電視台）- 藤良男
- Cool MEN!～Kyun男友只要3分鐘～ 第3話（2021年11月25日、Spotify） - 沉默寡言SP男友・東也 役[23]
- 怎麼辦家康 第41回 -（2023年10月22日 - 12月17日、NHK）- 結城秀康[11]
- 佐原先生與土岐君（2023年12月1日 - 2024年2月2日、MBS） - 主演・佐原一狼（與八村倫太郎雙主演）
- 366日（2024年4月8日 - 6月17日、富士電視台）- 木嶋康介
- 令和的三英傑!（2024年12月11日・18日、中京電視台・日本電視台） - 石田順平[12]
- 平行世界的夫婦（2025年4月1日 - 、關西電視台・富士電視台）- 今井茂[13]

### 電影
- 劇場版 動物戰隊獸王者 VS 忍忍者 來自未來的訊息 from 超級戰隊（2017年1月14日、東映） - 獅子紅
- 假面騎士×超級戰隊 超 超級英雄大戰（2017年3月25日、東映） - 主演・Lucky / 獅子紅（與飯島寬騎雙主演）
- 宇宙戰隊九連者 THE MOVIE Goes Indaver的逆襲 （2017年8月5日、東映） - 主演・Lucky / 獅子紅
- 青夏：戀上你的30日（2018年8月1日、松竹） - 菅野祐真
- BLOOD CLUB DOOLS 2（2020年7月11日、NEGA、Movic）
- 七人的秘書 THE MOVIE（2022年10月7日、東寶）- 九十九四郎
- さよならモノトーン（2023年10月6日、らんくう） - 安本悠介

### 電視節目
- 極上空間（2017年4月22日、BS朝日，同節目來賓：『中尾暢樹』[14]）